# Engelschalk I
Engelszalk I  (niem. Engelschalk) był margrafem (comes terminalis) Marchii Panońskiej. Poległ w 871 roku razem ze swoim bratem Wilhelmem II w walkach przeciw Rzeszy Wielkomorawskiej. Ich następcą jako grenzgraf został Aribo.